# Chi Cát đằng
Chi Cát đằng (danh pháp khoa học: Thunbergia) là một chi thực vật có hoa trong họ Acanthaceae, bản địa khu vực nhiệt đới châu Phi, Madagascar, Nam Á và Đông Nam Á. Các loài Thunbergia là dây leo hay cây bụi một năm hoặc lâu năm, cao tới 2–8 m. Tên chi được đặt theo họ của Carl Peter Thunberg, một nhà tự nhiên học người Thụy Điển.
Phần lớn các loài có ở Việt Nam có tên gọi là cát đằng.

## Các loài
- Thunbergia adenocalyx Radlk.
- Thunbergia affinis S.Moore
- Thunbergia alata Bojer ex Sims: Cát đằng cánh, khiên ngưu núi lá có cánh.
- Thunbergia alba S. Moore
- Thunbergia amoena C.B. Clarke
- Thunbergia anatina Benoist
- Thunbergia angolensis S.Moore
- Thunbergia angulata Hils. & Bojer ex Hook.
- Thunbergia annua Hochst. ex Nees
  - T. annua var. ruspolii (Lindau) Burkill
- Thunbergia armipotens S.Moore
- Thunbergia atacorensis Akoègn. & Lisowski
- Thunbergia atriplicifolia E. Mey. ex Nees
- Thunbergia aurea N.E. Br.
- Thunbergia battiscombei Turrill
- Thunbergia beniensis De Wild.
- Thunbergia beninensioides De Wild.
- Thunbergia bikimaensis De Wild.
- Thunbergia bogoroensis De Wild.
- Thunbergia brewerioides Schweinf.
- Thunbergia capensis Retz.
- Thunbergia cerinthoides Radlk.
- Thunbergia chrysops Hook.
- Thunbergia ciliata De Wild.
- Thunbergia coccinea Wall.: Cát đằng đỏ.
- Thunbergia convolvulifolia Baker
  - T. convolvulifolia var. hirsuta (Benoist) Benoist
- Thunbergia cordata Lindau
- Thunbergia crispa Burkill
- Thunbergia cuanzensis S.Moore
- Thunbergia cyanea Nees
  - T. cyanea var. platyphylla (Baker) Benoist
- Thunbergia cycnium S.Moore
- Thunbergia cynanchifolia Benth.
- Thunbergia dasychlamys Bremek.
- Thunbergia dregeana Nees
- Thunbergia eberhardtii Benoist: Cát đằng vàng.
- Thunbergia erecta (Benth.) T.Anderson: Cát đằng đứng.
- Thunbergia fasciculata Lindau
- Thunbergia fischeri Engl.
- Thunbergia fragrans Roxb.: Cát đằng thơm.
  - T. fragrans subsp. hainanensis (C.Y. Wu & H.S. Lo) H.B. Cui
- Thunbergia gentianoides Radlk.
- Thunbergia gibsonii S. Moore
- Thunbergia gossweileri S.Moore
- Thunbergia gracilis Benoist
- Thunbergia graminifolia De Wild.
- Thunbergia grandiflora (Roxb. ex Rottl.) Roxb.: Dây bông báo, cát đằng hoa to, dây bông xanh.
- Thunbergia gregorii S.Moore
- Thunbergia guerkeana Lindau
- Thunbergia hamata Lindau
- Thunbergia heterochondros (Mildbr.) Vollesen
- Thunbergia hockii De Wild.
- Thunbergia holstii Lindau
- Thunbergia hookeriana Lindau
- Thunbergia huillensis S.Moore
- Thunbergia hyalina S.Moore
- Thunbergia katentaniensis De Wild.
- Thunbergia kirkiana T. Anderson
- Thunbergia laborans Burkill
- Thunbergia laevis Nees
- Thunbergia lamellata Hiern
- Thunbergia lancifolia T.Anderson
- Thunbergia lathyroides Burkill
- Thunbergia laurifolia Lindl.: Cát đằng thon.
- Thunbergia leucorhiza Benoist
- Thunbergia liebrechtsiana De Wild. & T.Durand
- Thunbergia longepedunculata De Wild.
- Thunbergia longifolia Lindau
- Thunbergia longisepala Rendle
- Thunbergia lutea T. Anderson
- Thunbergia malangana Lindau
- Thunbergia masisiensis De Wild.
- Thunbergia mechowii Lindau
- Thunbergia mellinocaulis Burkill
- Thunbergia microchlamys S. Moore
- Thunbergia mildbraediana Lebrun & Touss.
- Thunbergia mollis Lindau
- Thunbergia monroi S. Moore
- Thunbergia mysorensis (Wight) T.Anderson: Hàm cọp.
- Thunbergia natalensis Hook.
- Thunbergia neglecta Sond.
- Thunbergia oblongifolia Oliv.
- Thunbergia oubanguiensis Benoist
- Thunbergia parvifolia Lindau
- Thunbergia paulitschkeana Beck
- Thunbergia petersiana Lindau
- Thunbergia pondoensis Lindau
- Thunbergia purpurata Harv. Ex C. B. Cl.
- Thunbergia pynaertii De Wild.
- Thunbergia recasa S.Moore
- Thunbergia retefolia S.Moore
- Thunbergia rufescens Lindau
- Thunbergia schimbensis S. Moore
- Thunbergia schweinfurthii S. Moore
- Thunbergia sericea Burkill
- Thunbergia sessilis Lindau
- Thunbergia stellarioides Burkill
- Thunbergia stelligera Lindau
- Thunbergia stuhlmanniana Lindau
- Thunbergia subalata Lindau
- Thunbergia togoensis Lindau
- Thunbergia usambarica Lindau
- Thunbergia valida S. Moore
- Thunbergia venosa C.B. Clarke
- Thunbergia vogeliana Benth.

## Hình ảnh

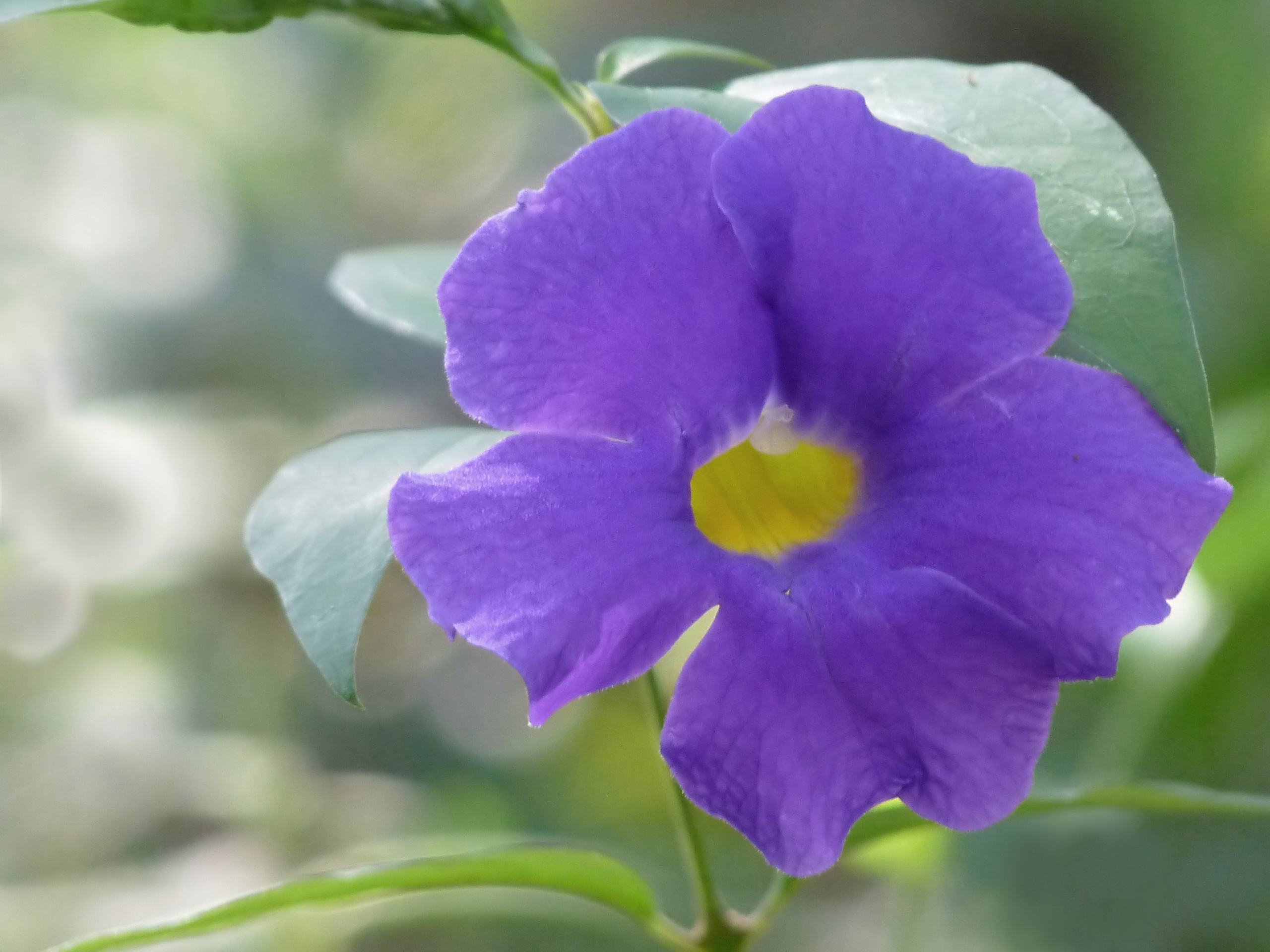
Thunbergia erecta
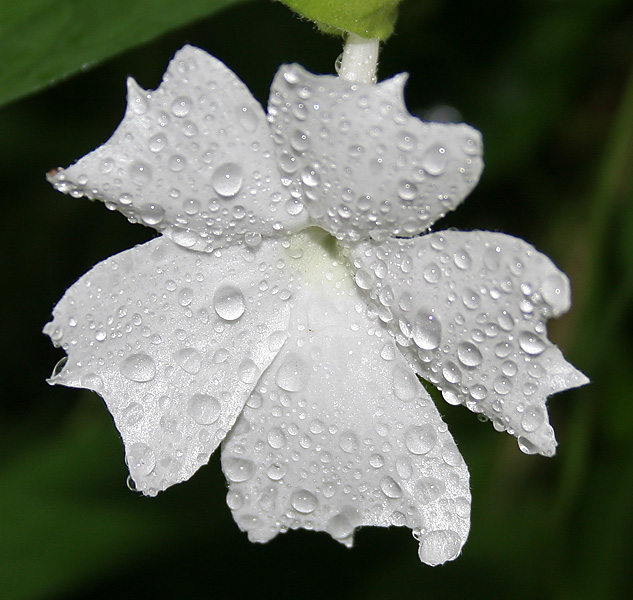
Thunbergia fragrans
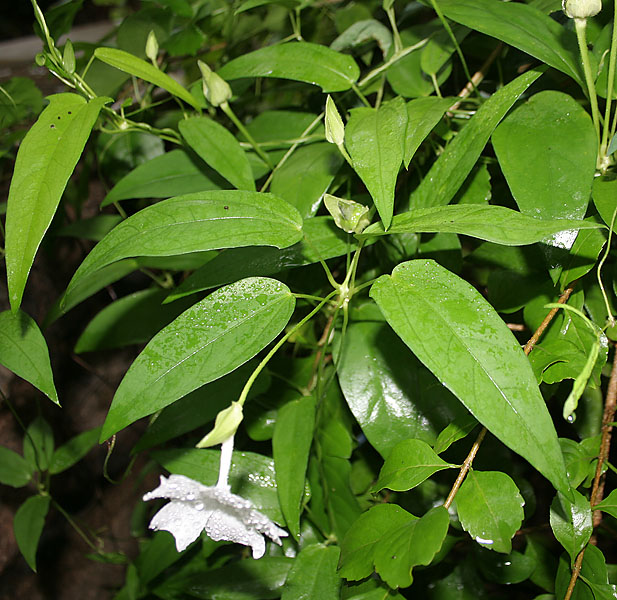
Thunbergia fragrans
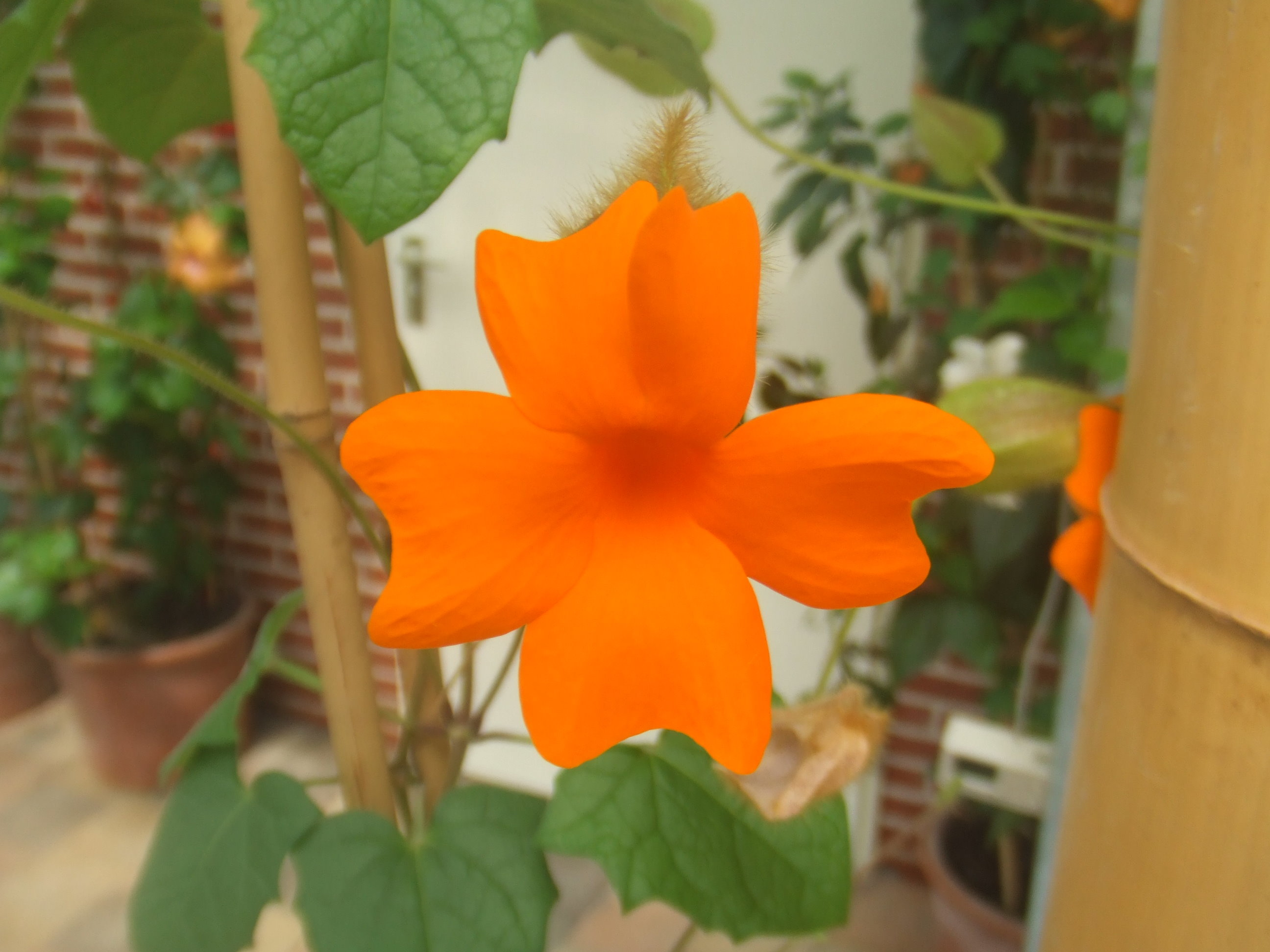
Thunbergia gregorii
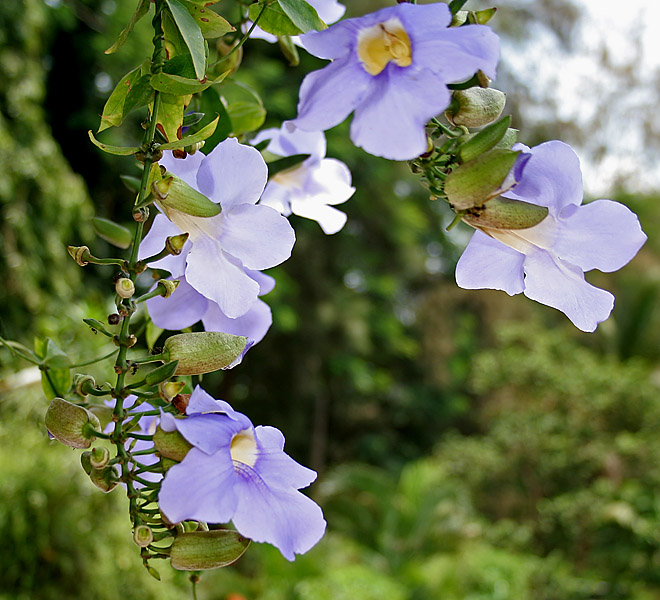
Thunbergia laurifolia
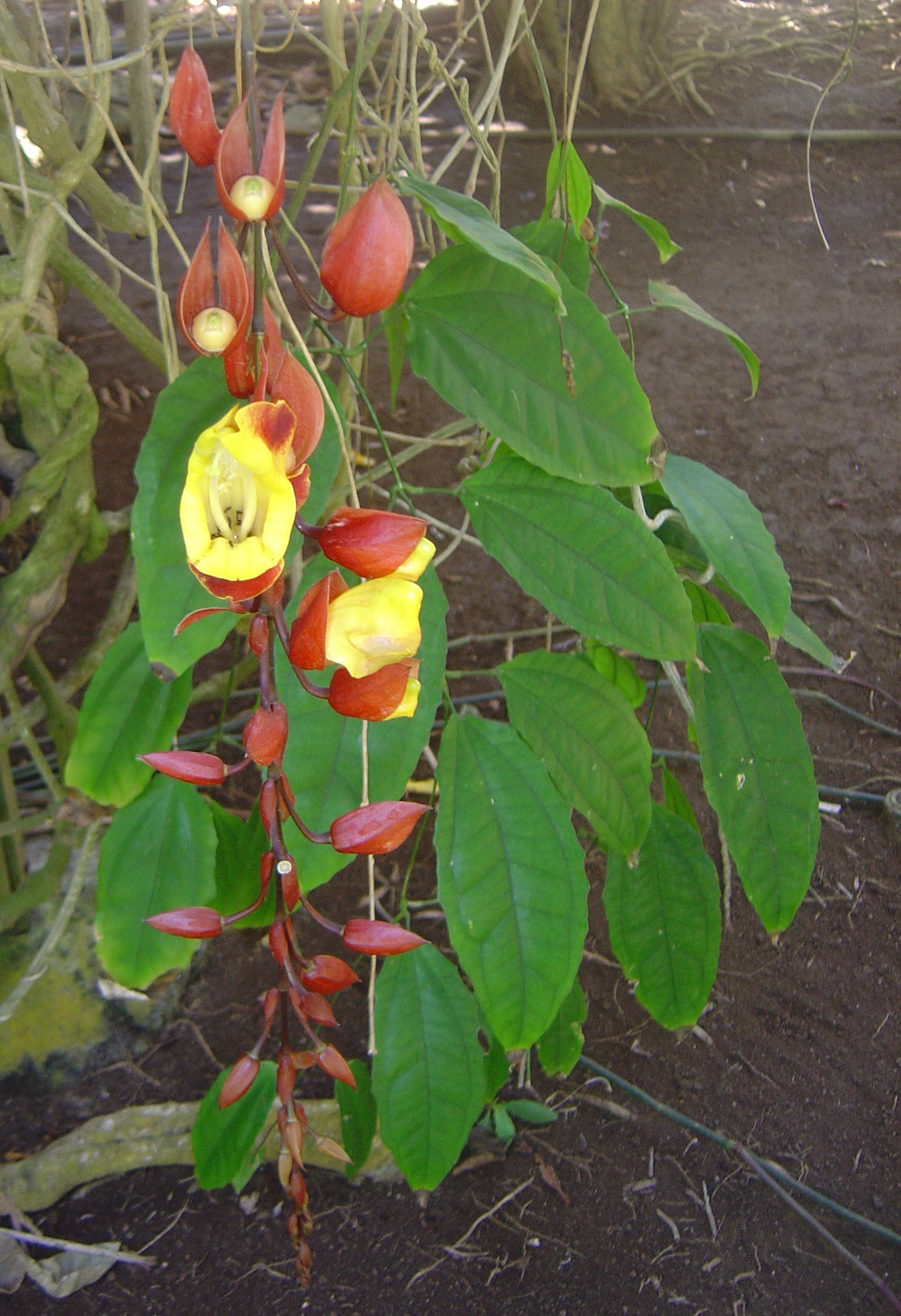
Thunbergia mysorensis